# Collégiale de la Conversion-de-Saint-Paul de Saint-Paul-de-Vence
La collégiale de la Conversion-de-Saint-Paul, actuelle église paroissiale Saint-Paul, est une église catholique située à Saint-Paul-de-Vence, en France.

## Localisation
L'église est située dans le département français des Alpes-Maritimes, sur la commune de Saint-Paul-de-Vence.

## Historique
L'église a été construite au point haut du castrum, à côté de l'ancien château des seigneurs de Saint-Paul dont il subsiste la tour, actuelle mairie. À l'origine, Saint-Paul avait deux pôles, le castrum et la zone d'habitation qui se trouvait à l'emplacement du cimetière actuel, autour de l'église Saint-Michel. Ce centre d'habitation était peut-être antérieur au château.
Il n'y a pas de documents concernant la fondation de l'église Saint-Paul. En 1322, la paroisse Saint-Paul devient une vicairie perpétuelle. Cette première église avait une nef unique charpentée fermée par un chœur carré plus étroit voûté en berceau brisé. Cette structure conduit à estimer que cette construction devait dater de la seconde moitié du XIIIe siècle ou du début du XIVe siècle d'après Jean-Claude Poteur.
Aucun document ne permet de dater précisément l'agrandissement de l'église par l'ajout des collatéraux. Ils peuvent remonter à la fin du Moyen Âge ou au début du XVIe siècle. Le collatéral nord ne devait pas être voûté à l'origine car les voûtes actuelles en briques ont condamné des baies. La première travée du collatéral nord  était surmontée d'un clocher comme le mentionne un procès-verbal de visite de 1699. On ne sait pas quand ce clocher a été construit. Il est déjà mentionné en 1671. Peut-être a-t-il été construit au moment de l'érection de l'église en collégiale par l'évêque de Vence, Antoine Godeau, en 1666 après un rescrit du souverain pontife. Cette érection faisant passer le nombre de prêtres de 3 à 12 avec des ornements importants, la communauté villageoise et l'économe du chapitre ont fait opposition à cette érection mais sont finalement condamnés par le parlement de Provence en 1671
En 1674 deux baies ont été ouvertes dans le chevet pour améliorer l'éclairage du chœur. 
En 1710, l’oculus de la façade occidentale est remplacé par une fenêtre.
La faiblesse des murs des collatéraux laisse penser qu'au moment de leur construction il n'était pas prévu de construire un clocher au-dessus. Cette faiblesse est probablement à l'origine de l'effondrement de ce clocher au début du XVIIIe siècle. Cette chute a entraîné la destruction d'une partie de la nef.
Le nouveau clocher a été construit à côté du collatéral sud, en 1740. La plaque commémorative se trouvant à la base du clocher mentionne qu'elle a été construite avec l'aide du financement de Flodoard Moret de Bourchenu, évêque démissionnaire de Vence, en 1728. Cette inscription indique que le nouveau clocher est plus haut que l'ancien et que la réparation de la nef était terminée. 

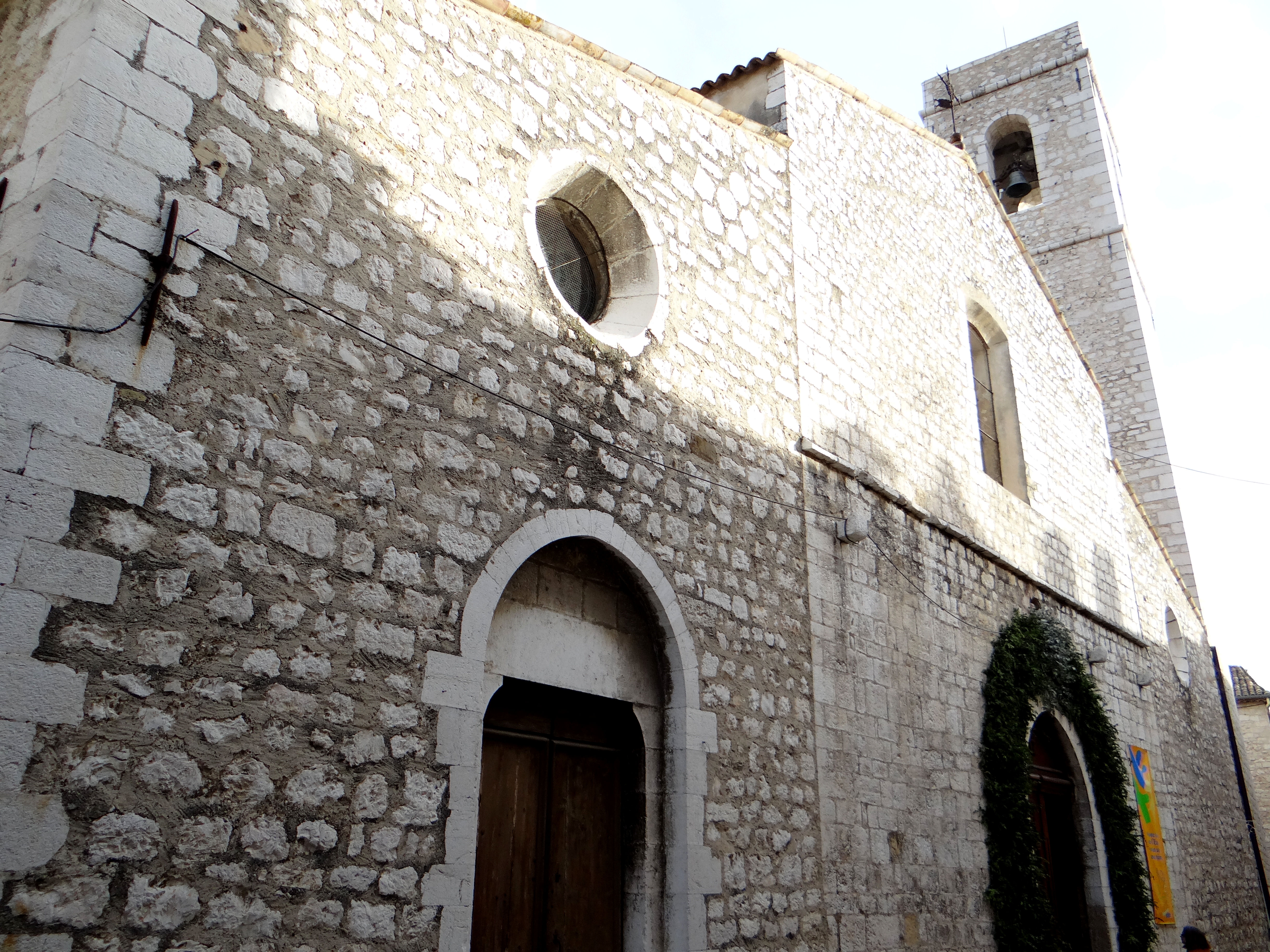
La façade occidentale avec l'ajout du collatéral nord et le clocher contre le collatéral sud
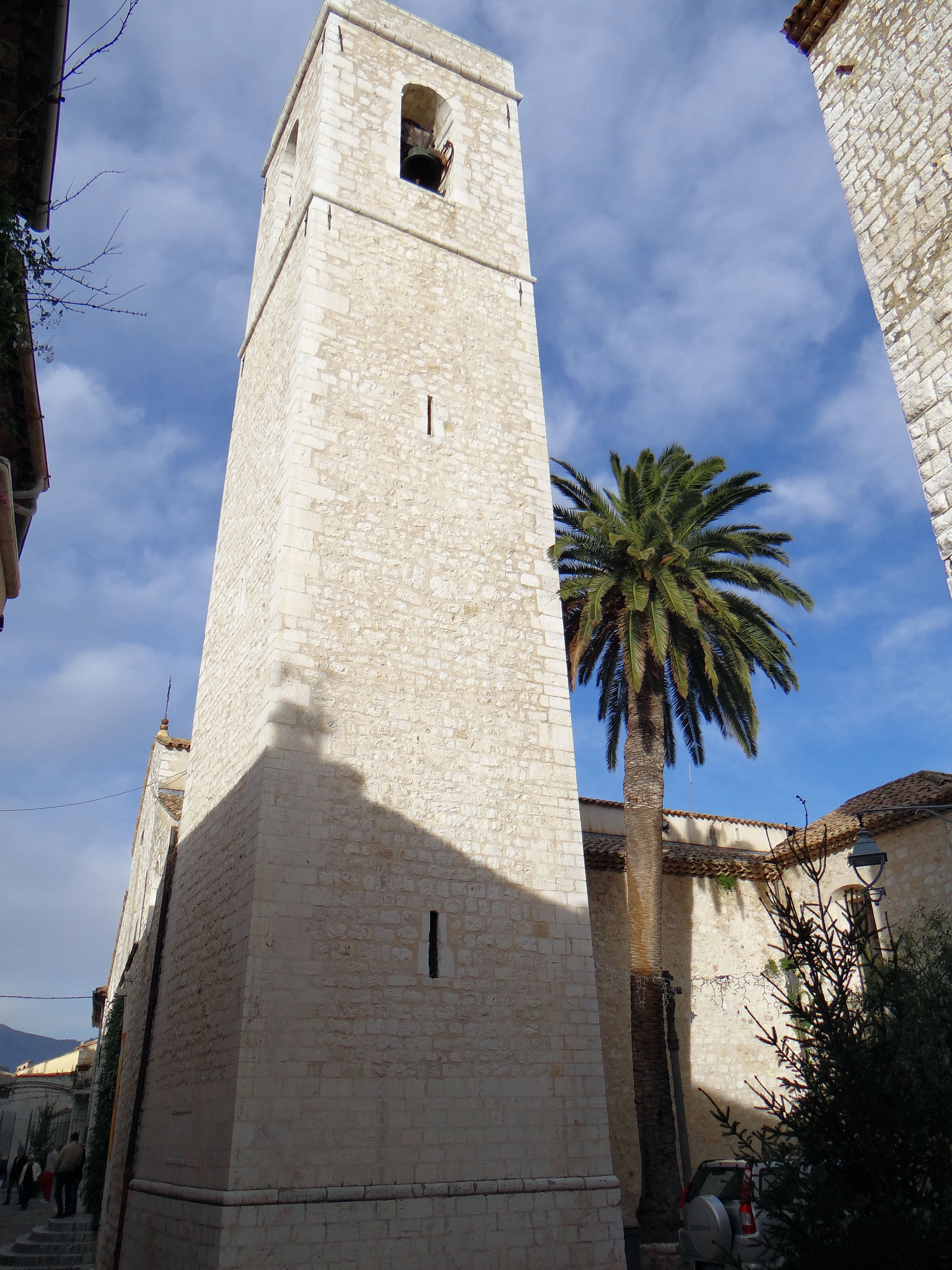
Le clocher construit en 1740 contre le collatéral sud
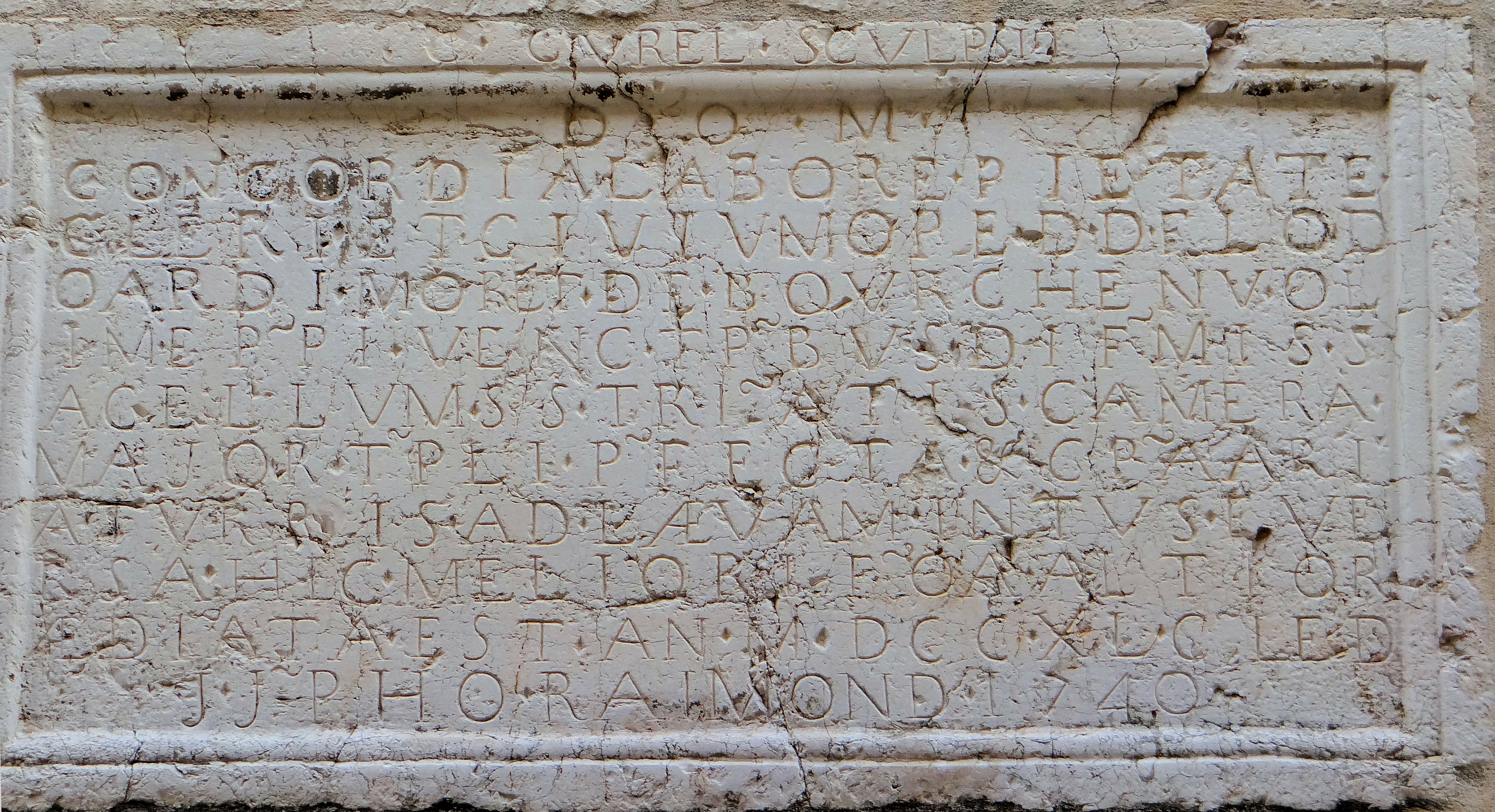
Plaque commémorative de la construction du clocher

Cette réparation de la nef a été faite en la transformant. Le procès-verbal de 1699 semble indiquer que la charpente était cachée par une voûte lambrissée. La toiture des collatéraux était dans le prolongement de celle de la nef. La reconstruction va se faire en surélevant la nef centrale comme on peut en voir la trace des rampants primitifs sur la façade occidentale. Les voûtes d'arêtes de la nef de la nef centrale date de 1740 mais les arcs doubleaux sont d'origine.
Deux chapelles ont été ajoutées hors-œuvre. 
La première chapelle, La chapelle Saint-Mathieu a été ajoutée dans l'alignement du collatéral sud et est prolongée par une sacristie. Elle n'apparaît pas dans le plan de Saint-Paul dressé par l'ingénieur militaire Ascanio Vittozzi, en 1589. Elle devait déjà être construite au moment de l'édification de la chapelle des Pénitents blancs, en 1654. Certains éléments permettent de donner une date de construction proche de la date la plus ancienne. 
La chapelle Saint-Clément a été bâtie en 1681, perpendiculairement au collatéral sud, sur la dernière travée. Les consuls de Saint-Paul ont donné leur autorisation de démolir la maison de Ville-vieille, le vieux palais communal, pour construire à son emplacement la chapelle, le 10 septembre 1681. La chapelle a été construite grâce aux frères Alexandre et Pierre-Jean Bernardi qui appartiennent à une famille patricienne de Saint-Paul. Le cadet, Jean-Baptiste, a été élevé à la dignité de chanoine de Saint-Jean de Latran, puis de Saint-Pierre de Rome. Il était gentilhomme de la chambre secrète  du pape Innocent XI et son premier maître d'hôtel. Le 19 juin 1689 y est érigé un canonicat sous le titre de saint Clément martyr. Le tableau qui orne la chapelle date probablement de cette époque.
L'édifice est classée au titre des monuments historiques le 2 septembre 1921.

## Mobilier
L'église possède un important mobilier classé au titre des Monuments historiques et présenté dans la base Palissy.
Plusieurs autels sont décorés de retables et de tableaux :
- Donation et les mystères du Rosaire, datant de 1580,
- Sainte Catherine d'Alexandrie martyre, attribué à Lebrun par Alphonse Achard, en 1860, à François Lemoyne par Eugène Tisserand, en 1870, mais c'est impossible car le peintre n'avait que 11 ans, ou le peintre espagnol Claudio Coello. Certains commentateurs sont allés, entre les deux guerres mondiales, jusqu'à l'attribuer au Tintoret. C'est probablement un tableau exécuté à Rome au XVIIe siècle. Le tableau est mentionné par l'évêque de Vence, François de Berton de Crillon, au cours d'une visite qu'il fait à Saint-Paul le 1er mars 1699. Il qualifie le tableau de «fort belle peinture»[5].
- Saint Charles Borromée et saint François de Sales présentant des séminaristes
- Saint Mathieu écrivant son Évangile sous la dictée d’un ange, dans la chapelle Saint-Mathieu, du peintre Jean Daret[6],[7].
- La Vierge et l'Enfant avec saint Charles Borromée et saint Jean l'Évangéliste, dans la chapelle Saint-Clément, copie contemporaine du tableau peint par Carlo Maratta en 1674 pour la Chiesa Nuova des Oratoriens, à Rome, et représentant la Vierge et l'Enfant avec saint Charles Borromée et saint Ignace de Loyola. C'est probablement une œuvre de l'atelier du maître [3].
- La Conversion de saint Paul, peinture exécutée vers 1680, par Sébastien Canavesi, chanoine de Saint-Paul[8].

La part la plus importante du mobilier et du décor a été acquise après l'érection de l'église en collégiale. Les stalles du chœur datent de 1668.
L'évêque Antoine Godeau a demandé qu'une confrérie du Rosaire soit créée dans les petites paroisses de son diocèse. À Saint-Paul, l'acte d'érection est passé en 1588. La création d'une confrérie du Rosaire nécessite qu'il y ait un autel et un tableau. C'est ce qui apparaît dans la permission de fonder une chapelle et construire un autel donnée par le vicaire général de l'ordre des frères prêcheurs, Barthélémy de Miranda. Le texte précise :
Or nous voulons et ordonnons qu'on observe absolument ceci, savoir que le vénérable retable ou image de la dite chapelle (de la confrérie) seraient dépeints les quinze mystères de notre Rédempteur et qu'en reconnaissance bien juste et raisonnable de notre concession, sur le même tableau ou retable soit également peinte la vénérable image de saint Dominique, notre père, premier instituteur du Saint Rosaire, recevant àgenoux de la main de la sainte Vierge les couronnes de prières,.
Le tableau représente la Vierge et l'Enfant donnant le chapelet à saint Dominique, de l'autre côté est représenté sainte Catherine de Sienne, autour sont représentés treize mystères dans des médaillons.

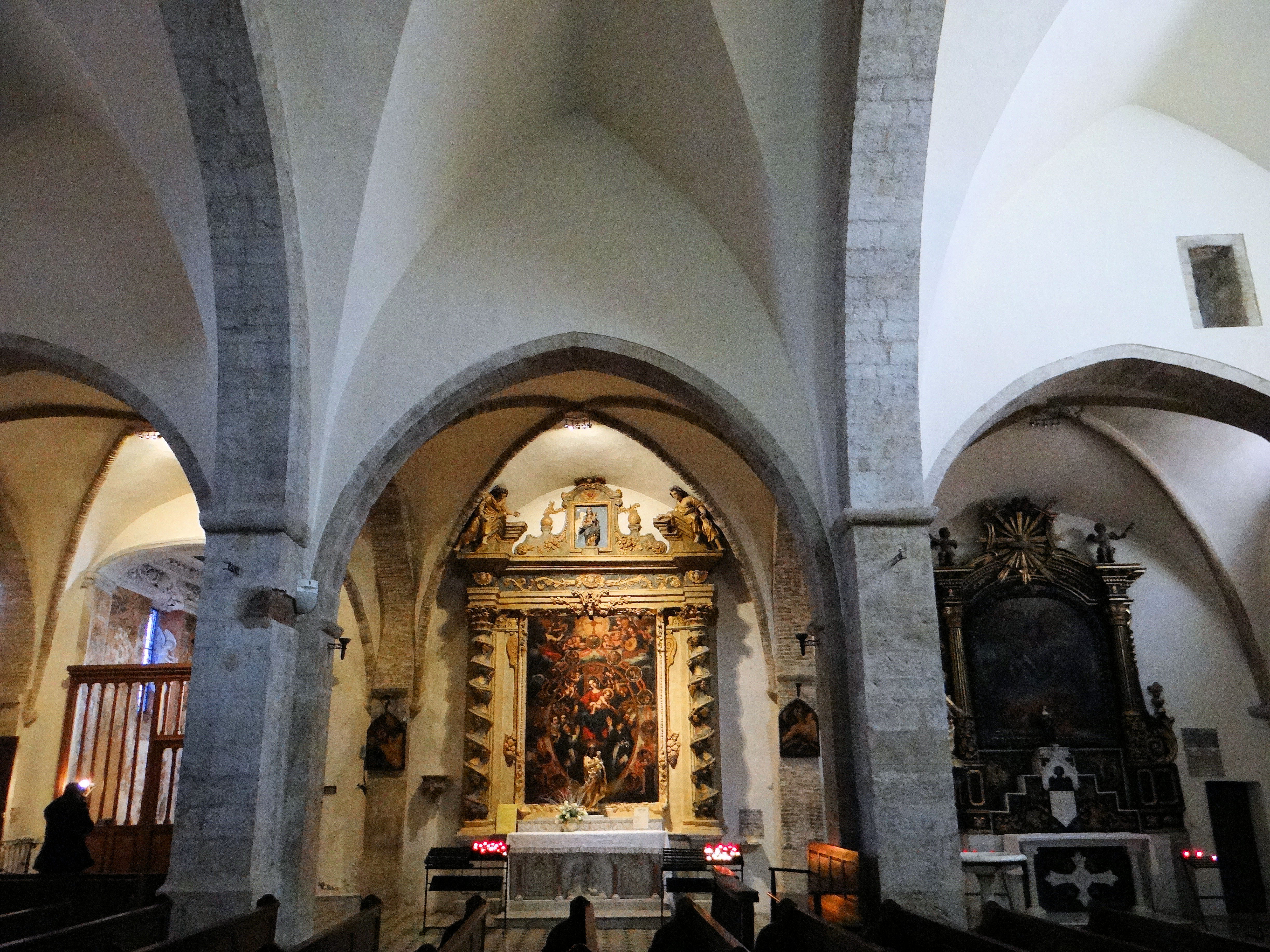
Élévation de la nef et décors du collatéral sud
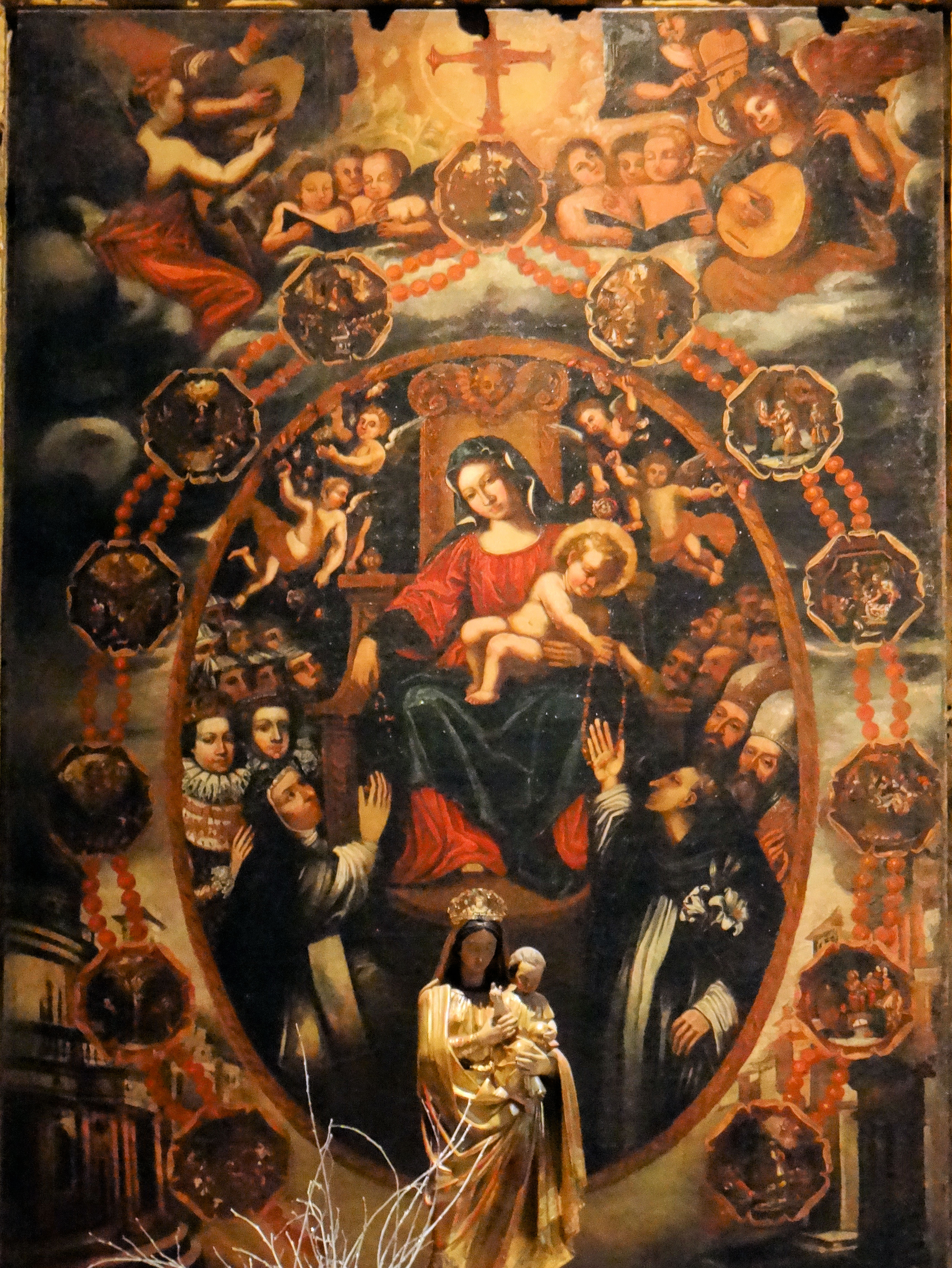
Donation et les mystères du Rosaire, tableau de la confrérie du Rosaire
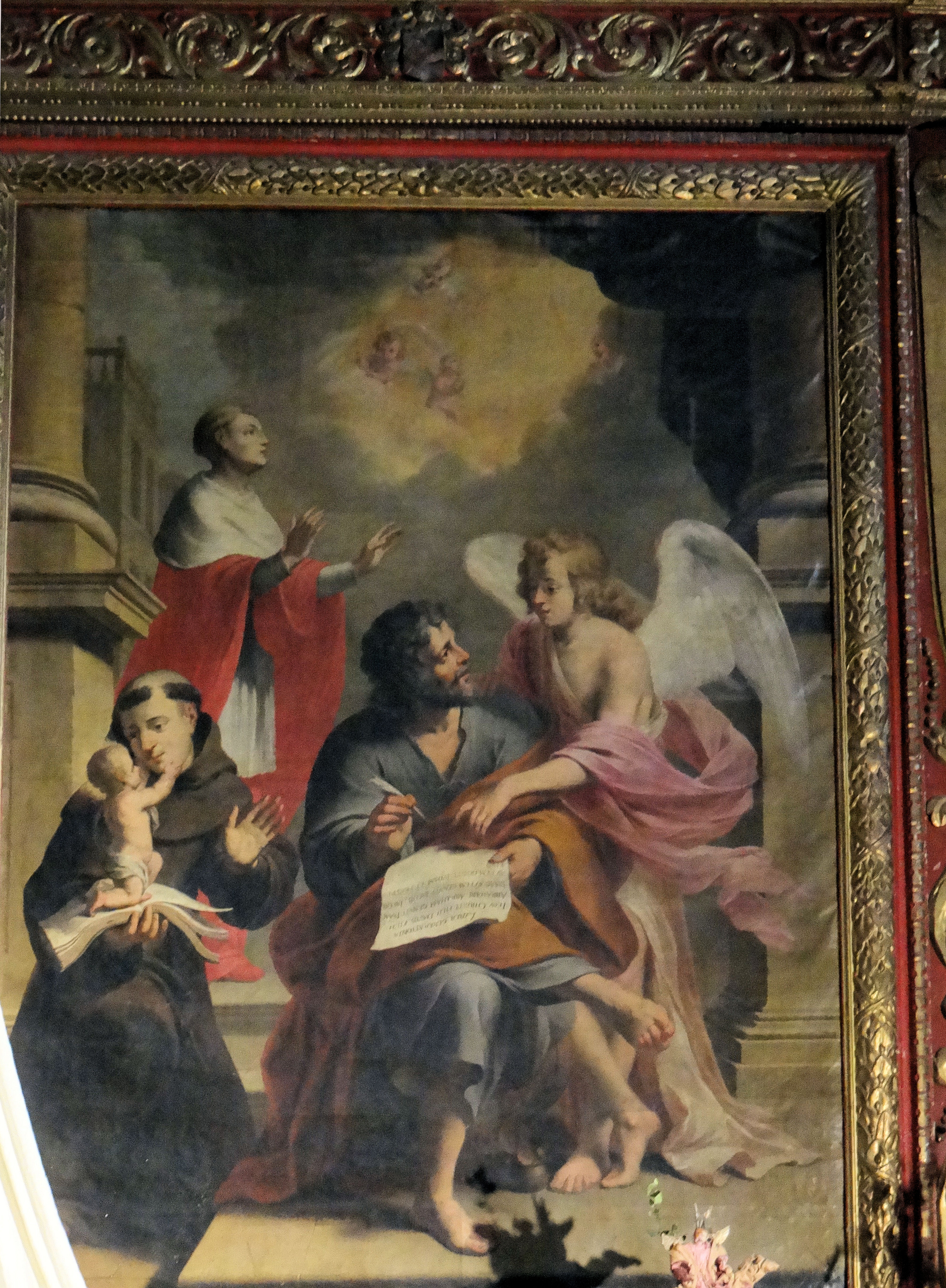
Chapelle Saint-Mathieu : Saint Mathieu écrivant son Évangile sous la dictée d'un ange (Jean Daret)
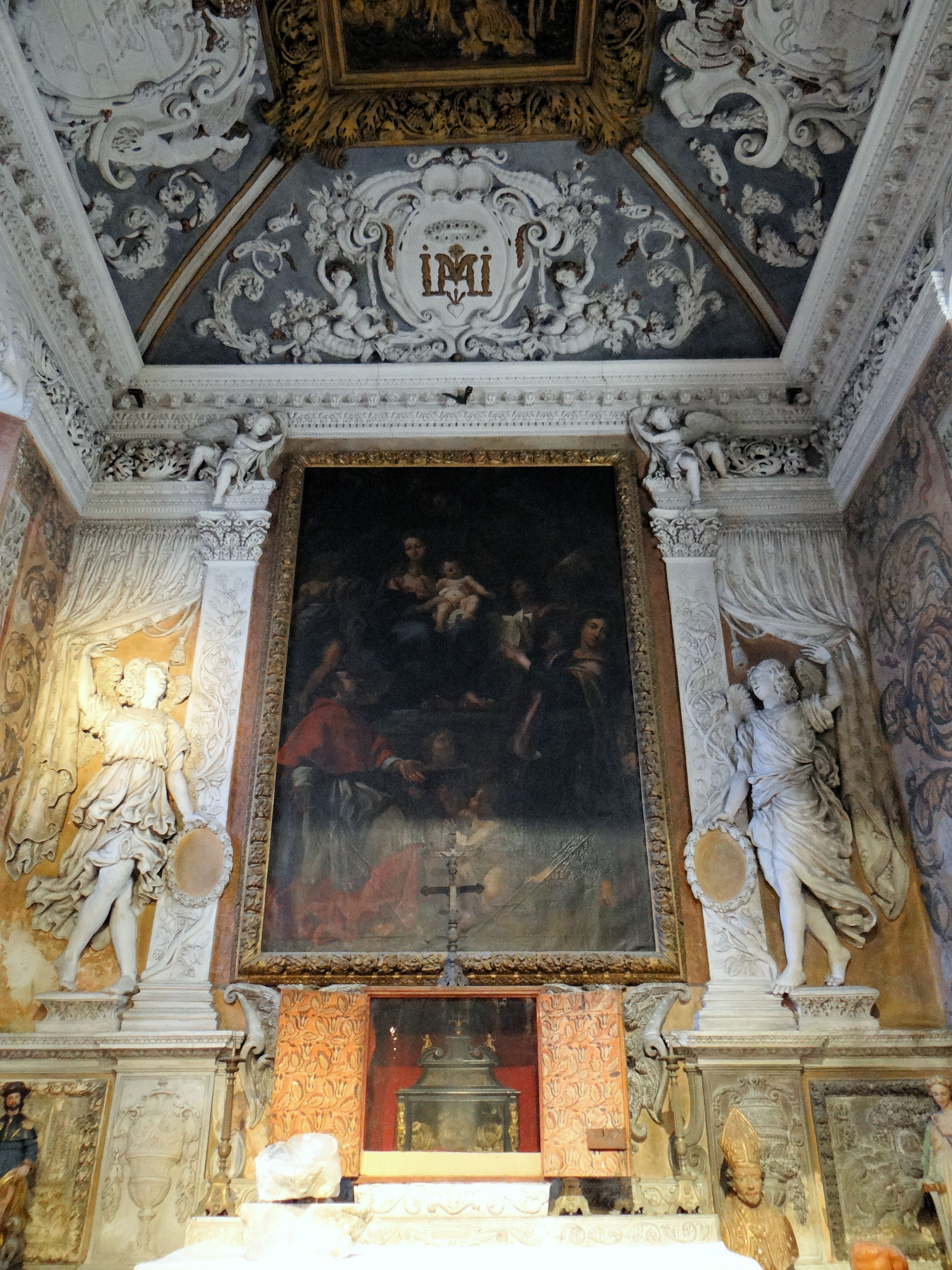
Chapelle Saint-Clément : Châsse de saint Clément La Vierge et l'Enfant avec saint Charles Borromée et saint Ignace de Loyola
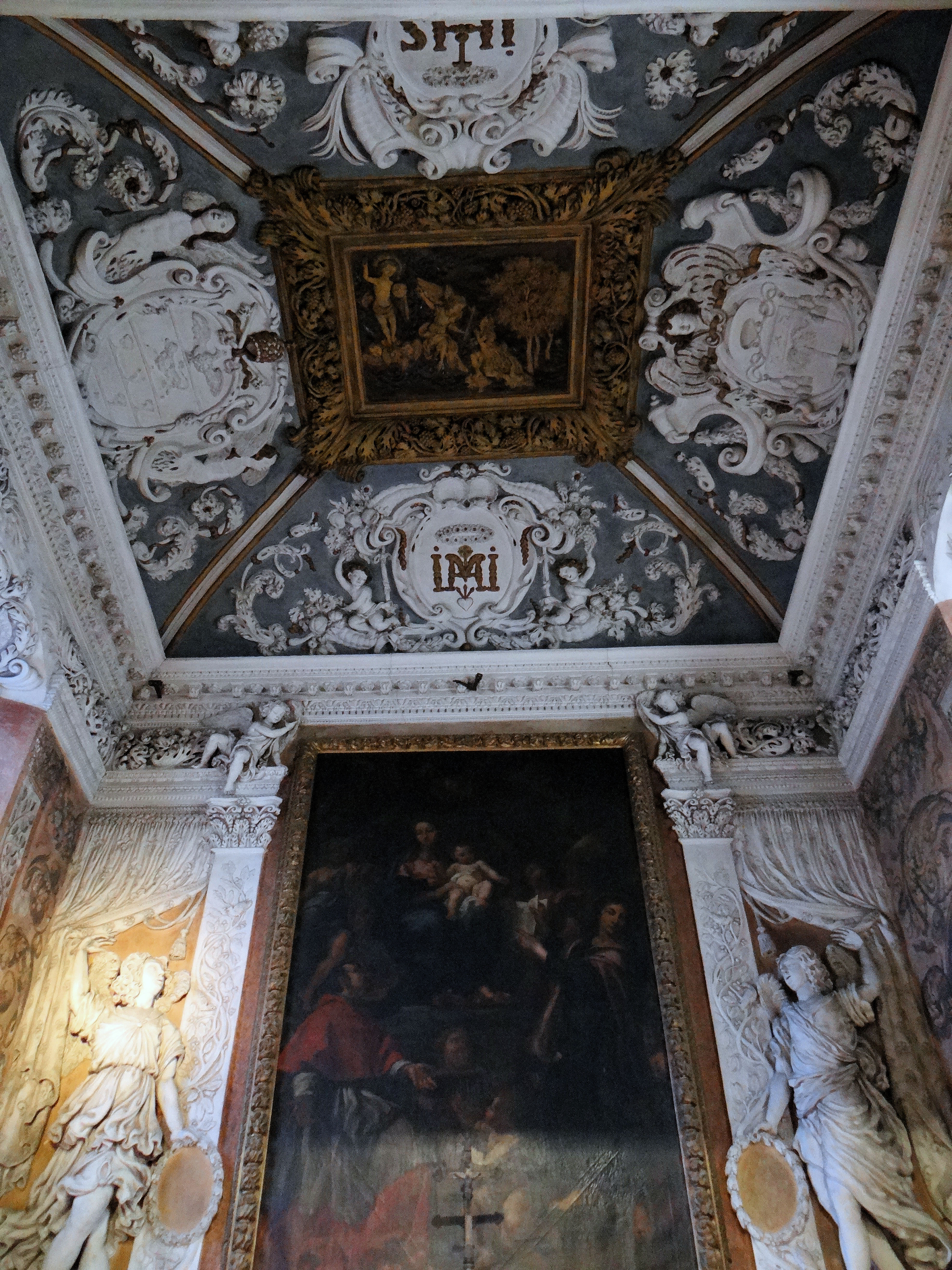
Décor de la chapelle Saint-Clément